# 拓跋譚
拓跋譚（?—452年12月5日），鲜卑名受洛真，魏太武帝拓跋燾之子，生母弗椒房。

## 生平
太平真君三年十月己卯（442年11月24日），拓跋谭被封为燕王，拜侍中，参谋都曹事务。太平真君十一年（450年），魏太武帝南征刘宋时，任命拓跋谭出任中军大将军。宋文帝刘义隆因为邹山险要坚固，有荣胡的墓地，就在该地积蓄粮食做防守抵御的准备。拓跋谭率军进攻邹山，获取米三十万斛来充作军粮。宋文帝又因为淮河的险阻，一向没有设置防备。十二月戊午（451年1月20日），拓跋谭制造数万个木筏，潜伏军队渡过淮河。同月，宋文帝派遣臧质出任辅国将军、假节，率领一万多人救援被北魏围攻的彭城。宋军推进到盱眙，魏军已经率军绕过彭城，南渡淮河，当时刘宋冗从仆射胡崇之兼领臧质府司马，胡崇之的副将太子积弩将军臧澄之、建威将军毛熙祚也受到臧质的指挥。盱眙城东有高山，臧质担心北魏将高山占据，就派胡崇之、臧澄之的两路军队驻扎在盱眙城东高山上，毛熙祚占据盱眙城前水滨，臧质自己的军队驻扎在盱眙城南。十二月乙丑（451年1月27日），魏太武帝诏令进攻宋军的两处军营，拓跋谭进攻胡崇之、臧澄之的两处军营，胡崇之等人力战不敌，军众溃散，都被魏军杀死。魏军又进攻毛熙祚，毛熙祚所率领的都是北府兵的精兵，幢主李灌率领激励将士，杀死魏军很多人。队主周胤之、外监杨方生又率领部下向魏军射箭，魏军将要后退时，正好毛熙祚受伤而死，宋军于是溃散。魏军斩下胡崇之、毛熙祚等人的首级一共数千，其余宋军士兵投水而死，淮南全部向北魏投降。
正平元年（451年）十二月，拓跋谭改封临淮王。兴安元年十一月癸未（452年12月5日），拓跋谭去世，谥号宣王。

## 关于拓跋谭的死亡
《宋书》记载南安王拓跋余杀死魏太武帝即位后，拓跋谭对国人说：“拓跋余不是嫡子，乌雷直勤是皇上的嫡孙，应该即位为君主。”于是拓跋谭杀死拓跋余和宗爱，立拓跋浚为君主，年号正平。同日其弟拓跋建亦死亡，故后世多认为兄弟二人系为侄文成帝所铲除，而史书讳言之。

## 其他
根据元渊出土墓志记载，元渊的祖父是魏太武帝第三子拓跋谭，封楚王，而《北史》将元渊系于广阳王拓跋建传下，称其为元渊祖父，拓跋谭与拓跋建同为魏太武帝之子，封临淮王。社会科学文献出版社编辑李淼据此指出，拓跋谭与元渊仅相隔两代，元渊的墓志不可能误记父祖的姓名，可知《北史》记载有误。

## 儿子
- 拓跋提，临淮王
- 元嘉，广阳懿烈王[20]

## 延伸阅读
[在维基数据编辑]
 《魏書·卷18》，出自魏收《魏书》
 《北史·卷016》，出自李延壽《北史》